# Pitta elegans
La pitta elegante (Pitta elegans Temminck, 1836) è un uccello passeriforme della famiglia dei Pittidi.

## Descrizione

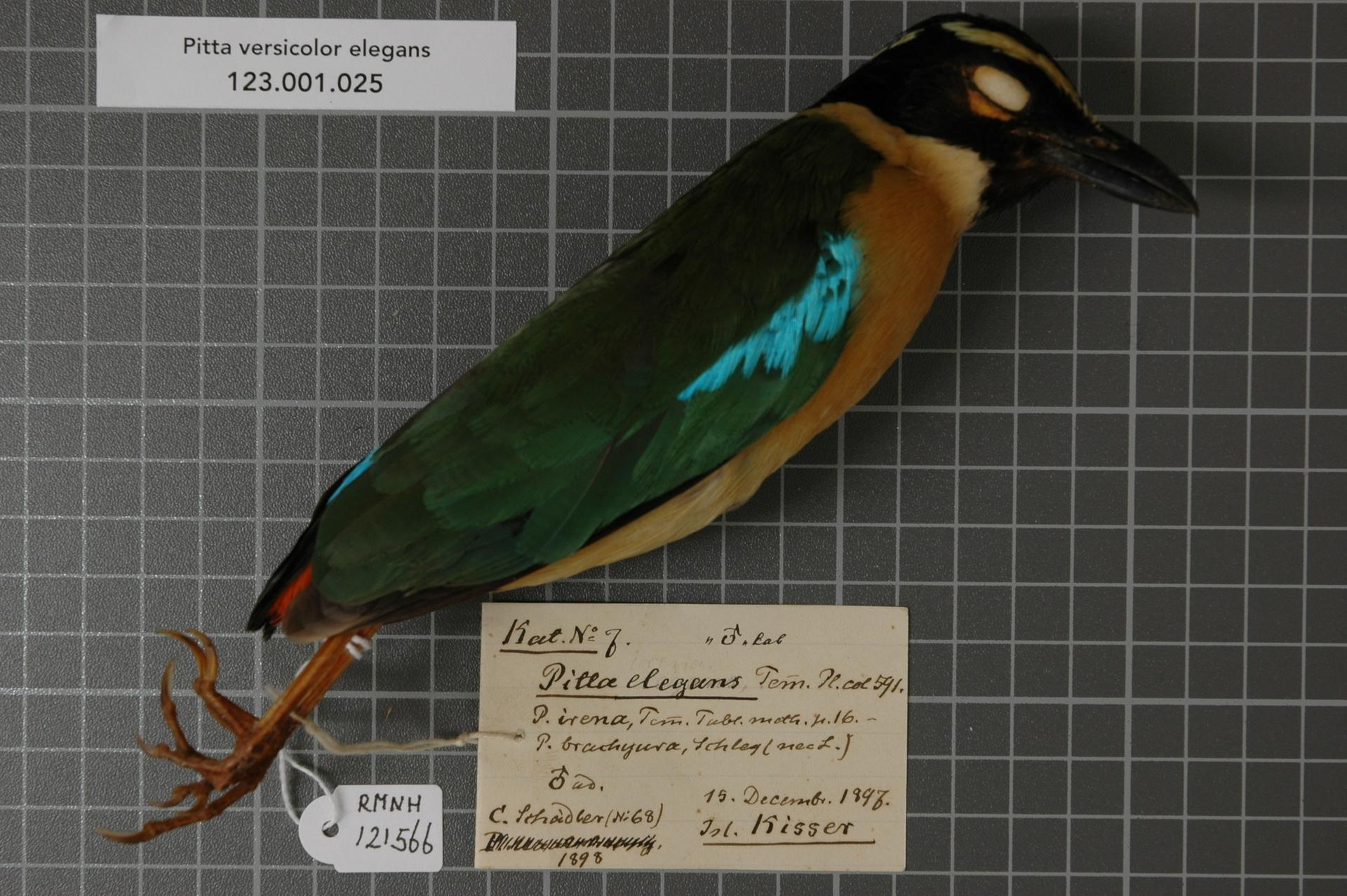
Visione laterale di esemplare impagliato.

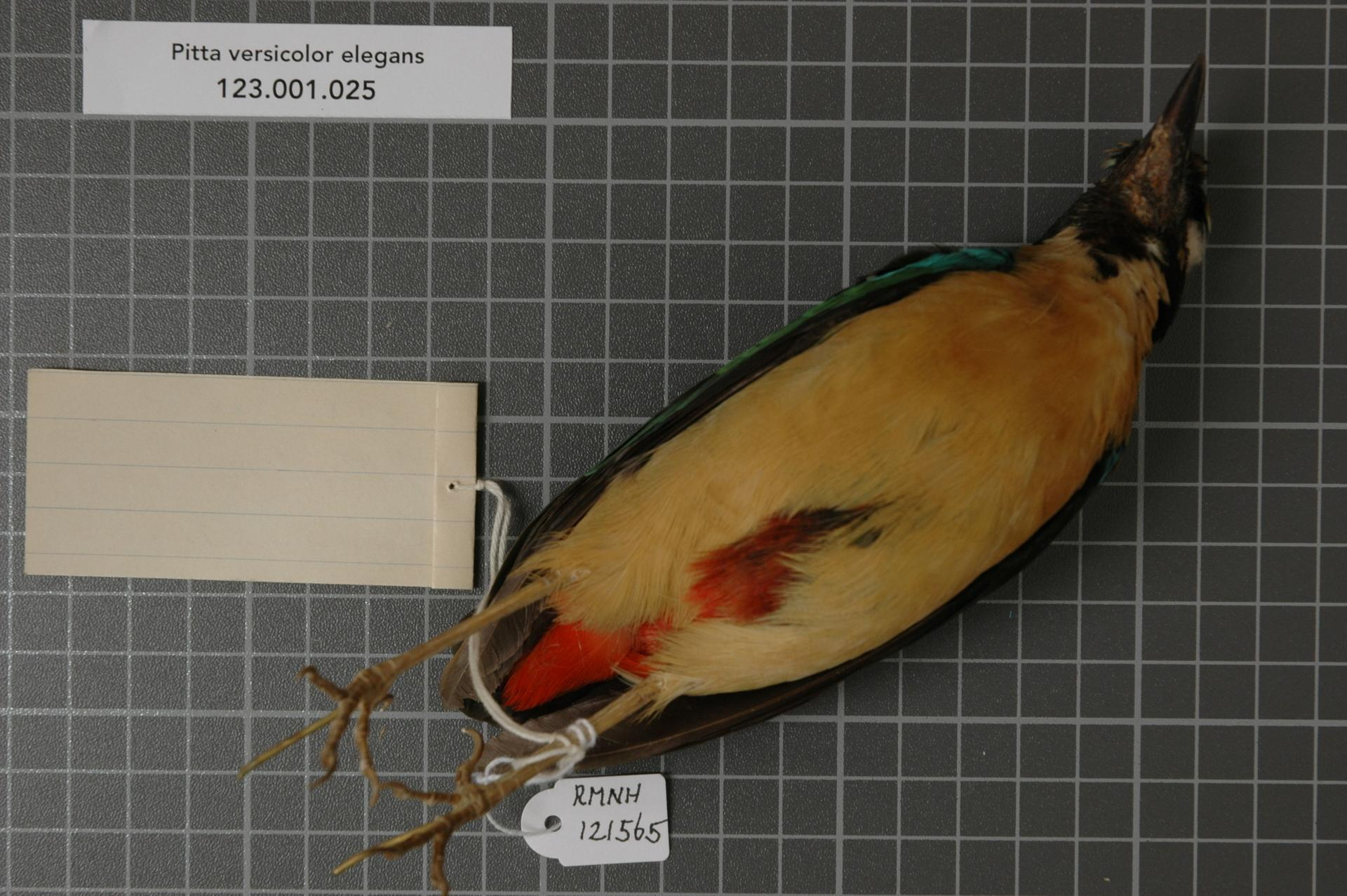
Visione ventrale di esemplare impagliato.

### Dimensioni
Misura fino a 19 centimetri di lunghezza, per un peso che va dai 47 ai 77 grammi.

### Aspetto
Si tratta di uccelli dall'aspetto robusto e massiccio, con ali e coda piuttosto corte, zampe robuste, grossa testa con becco corvino.

Il piumaggio si presenta di color nocciola-arancio su petto e ventre, con tendenza a schiarirsi decisamente e a virare verso il giallo sulla gola: faccia, nuca, mento, fronte e vertice sono neri (così come le remiganti), mentre dai lati del becco fino alla parte posteriore della testa parte un sopracciglio bianco-grigiastro. Il dorso è di colore verde erba, con una banda di colore azzurro-turchese al livello delle copritrici primarie; la coda è bluastra superiormente (con codione anch'esso turchese) e rosso-arancio inferiormente, così come di quest'ultimo colore sono anche il sottocoda e il basso ventre. Gli occhi sono bruni, il becco è nerastro, le zampe sono di color carnicino.

## Biologia

### Comportamento
La pitta elegante è un uccello dalle abitudini diurne e solitarie, molto schivo e riservato, che si muove alla ricerca di cibo nel denso sottobosco, pronto a nascondersi nel folto della vegetazione al minimo segnale di disturbo, ben protetto dalla colorazione dorsale mimetica.

### Alimentazione
Si tratta di uccelli essenzialmente insettivori, che si nutrono quindi perlopiù di insetti oltre che molluschi ed altri piccoli invertebrati.

### Riproduzione
Si pensa che non esista una stagione riproduttiva ben definita, ma che le pitte eleganti siano in grado di nidificare durante tutto l'arco dell'anno, pur con picchi nel periodo fra aprile ed agosto.

Finora è stato osservato un singolo nido ascrivibile a questi uccelli, nelle isole Babar, il quale non si discostava per forma e costruzione da quelli delle altre specie di pitte: si pensa che in generale il processo riproduttivo di questa specie non differisca significativamente da quello osservabile nelle specie congeneri.

## Distribuzione e habitat
La pitta elegante è diffusa in Indonesia orientale e a Timor est: la si trova infatti su alcune delle piccole Isole della Sonda (a est di Nusa Penida), oltre che delle vicine isole Tanimbar.
Il suo habitat è rappresentato dalle aree di foresta con folto sottobosco, siano esse pluviali o monsoniche.
Il fatto che le varie sottospecie abbiano un areale così frammentato farebbe supporre abitudini almeno parzialmente migratorie, ma mancano dati a supporto di questa tesi.

## Tassonomia
Se ne riconoscono sei sottospecie:

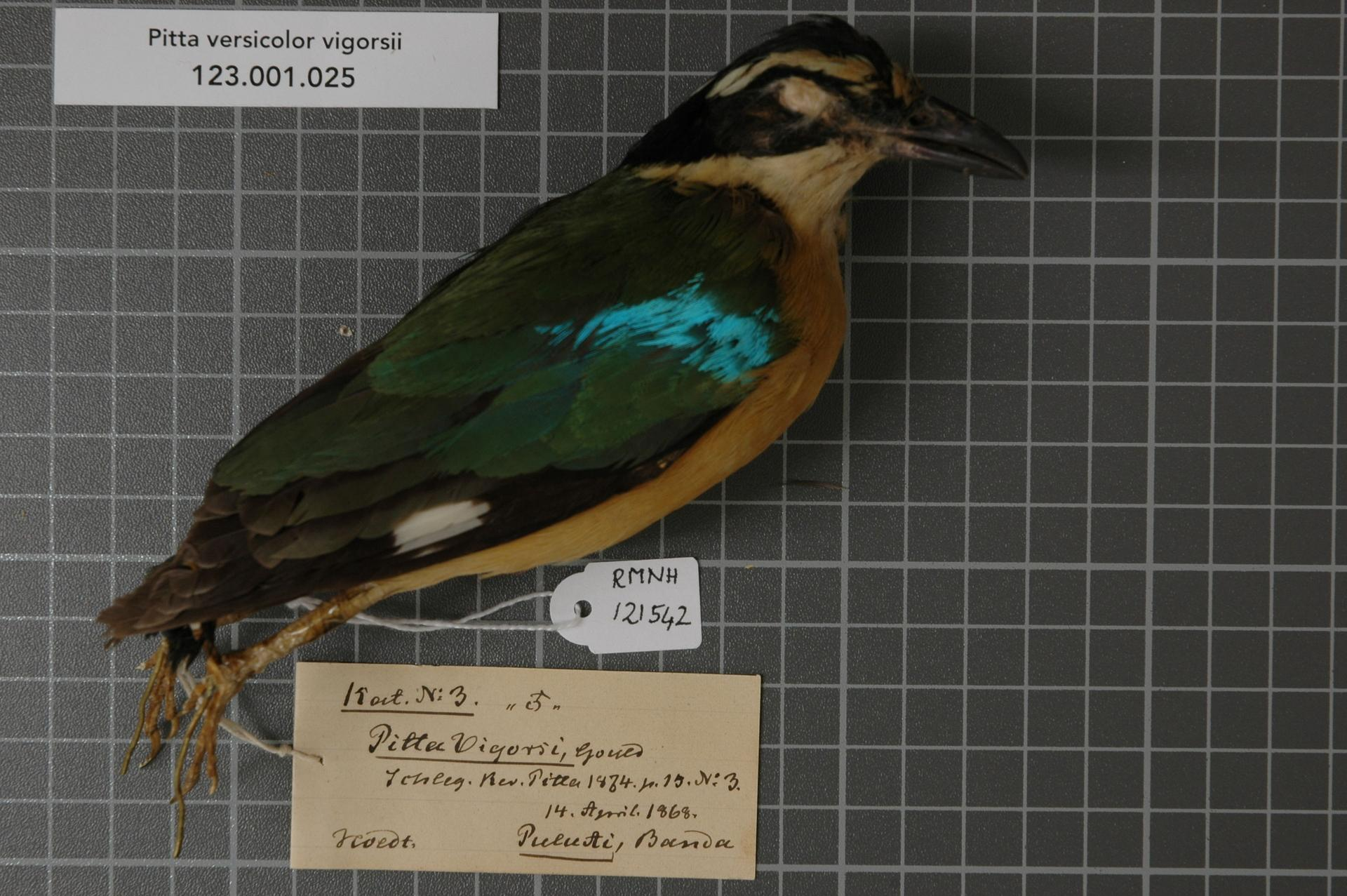
Esemplare impagliato della sottospecie (secondo alcuni specie a sé stante) vigorsii.

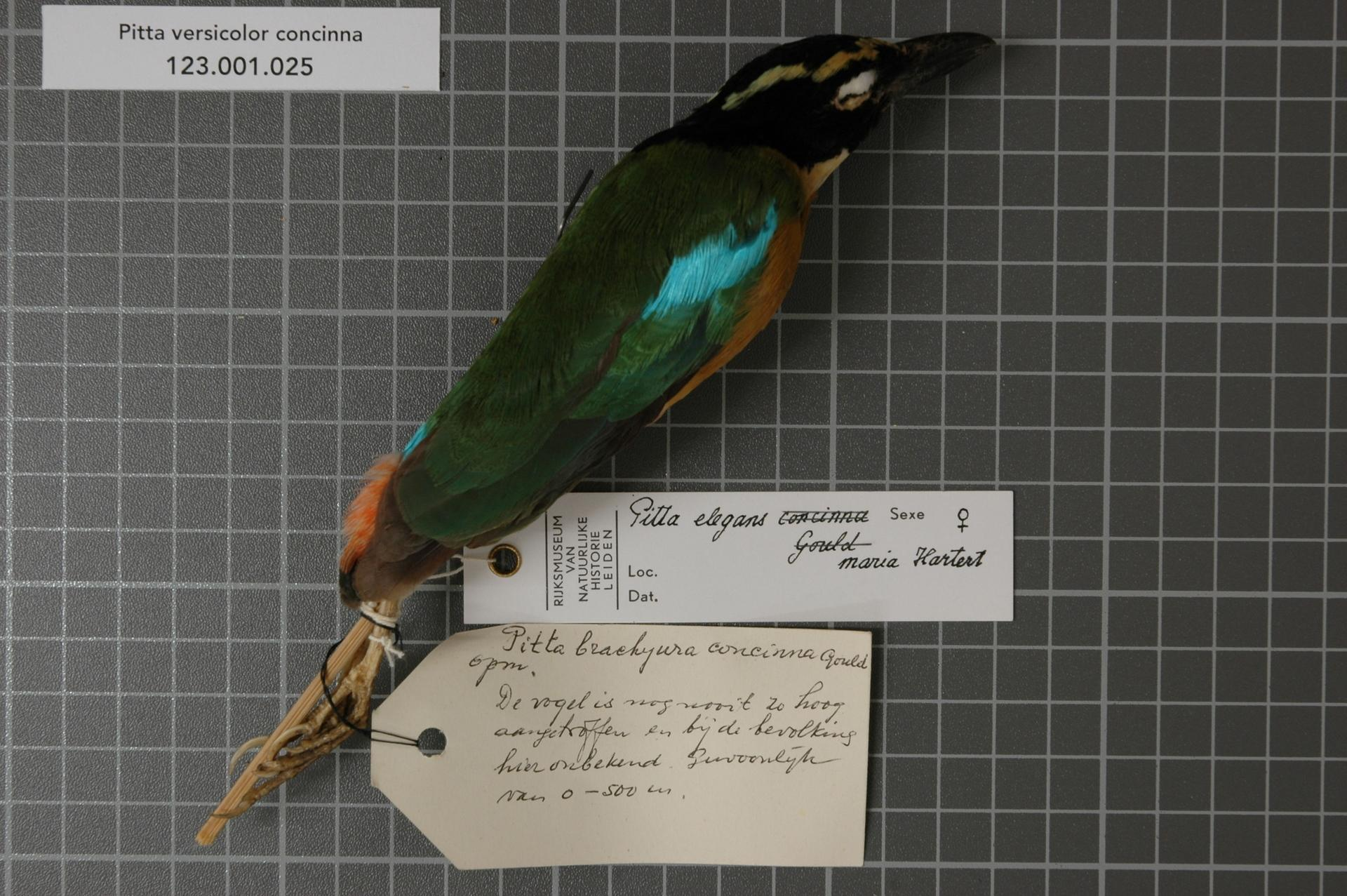
Esemplare impagliato della sottospecie concinna.

- Pitta elegans elegans, la sottospecie nominale, diffusa a Semau, Roti, Timor e Kisar, osservata anche alle Molucche (isole Sangihe, Ternate, isole Banggai e Sula, Buru, Boano e Seram);
- Pitta elegans concinna Gould, 1857, diffusa sulle isole di Lombok, Sumbawa, Flores, Adonara, Lembata e Alor;
- Pitta elegans hutzi Meise, 1942, endemica di Nusa Penida;
- Pitta elegans maria Hartert, 1896, endemica di Sumba;
- Pitta elegans vigorsii Gould, 1838 diffusa nelle Molucche meridionali (isole Banda, isole Kai), oltre che a Damar, Babar e con segnalazioni anche a Seram e alle isole Tanimbar;
- Pitta elegans virginalis Hartert, 1896 endemica delle isole di Tanahjampea, Kalao e Kalaotoa, fra Sulawesi e Flores;

Le varie sottospecie presentano fra loro piccole differenze nella taglia, nella colorazione e nelle vocalizzazioni.
La tassonomia della pitta elegante è stata ed è ancora piuttosto travagliata: considerata di volta in volta una sottospecie di pitta versicolore, pitta indiana o pitta delle Molucche, attualmente si pensa che essa formi una superspecie con le simili Pitta arcobaleno e pitta faccianera. La sottospecie vigorsii viene considerata da alcuni studiosi una specie a sé stante con il nome di Pitta vigorsii, tuttavia tale status rimane contestato.

Le popolazioni di Kalao e Kalaotoa (ascritte alla sottospecie virginalis) vengono talvolta classificate come sottospecie a sé stanti con i nomi rispettivamente di Pitta elegans kalaonensis e P. e. plesseni, mentre la popolazione di Alor (ascritta alla sottospecie concinna) viene talvolta elevata al rango di sottospecie con il nome di Pitta elegans everetti.